# 逓信総合博物館
逓信総合博物館（ていしんそうごうはくぶつかん）は、東京都千代田区大手町にあった企業博物館である。愛称は「ていぱーく」。

## 沿革
1902年（明治35年）に万国郵便連合加盟25周年を記念して開館した郵便博物館が前身である。1910年（明治43年）、東京市京橋区木挽町（現・東京都中央区銀座）に逓信省庁舎が完成したことに伴い庁舎内部に移転するも、収蔵物の増加に伴い庁舎内では手狭になったため1922年（大正11年）、東京市麹町区富士見町二丁目の陸軍軍医学校内（現・東京逓信病院敷地）にあった済生会が使用していた建物に移転、「逓信博物館」と改称。1964年（昭和39年）に逓信ビルに移転、郵政省、日本電信電話公社（電電公社）、国際電信電話株式会社（KDD）および、日本放送協会（NHK）による共同運営の博物館「逓信総合博物館」となり、閉館に至るまでこの名称であった。
日本国政府の「行政改革」と「通信市場の自由化」に伴い、運営組織も変遷をたどる。まず2001年（平成13年）にKDDI（旧・国際電信電話→KDD）が離脱、2011年（平成23年）3月31日（実質的には同年3月11日）をもってNHKが運営から離脱し、日本郵政と東日本電信電話（NTT東日本）の二者による共同運営となり、2012年4月1日からは公益財団法人通信文化協会とNTT東日本の2機関で共同運営していた。
2011年3月11日に発生した東北地方太平洋沖地震（東日本大震災）では窓ガラスの亀裂等の被害を受け、同年3月12日から8月2日まで臨時閉館を余儀なくされた。2011年8月中の開館時間は、水曜日から日曜日の10時 - 15時となったが、同年9月より通常の開館時間に戻った。

ビル老朽化に伴い、都市再生機構が進める「大手町連鎖型都市再生プロジェクト」の一環として建て替えられることになり、2013年8月31日をもって閉館した。2014年8月1日に解体工事が着工され、2015年8月31日に解体工事が完了した。その後、大手町二丁目地区第一種市街地再開発事業として地上35階建ての大手町プレイスウエストタワーが建てられ、2018年（平成30年）8月に完成。日本郵政グループ各企業の本社機能が、東京・霞が関の旧郵政省庁舎から移転した。

通信文化協会が運営していた郵便関連については2014年3月1日に「郵政博物館」の名称で、東京スカイツリータウンで再公開されている。NTT東日本が運営していた部分については対象外となり、一部の展示史料が日本電信電話(NTT)のNTT技術史料館に移管されたものの、大半の所蔵品はNTT東日本・情報通信史料センタ所有となり、一般公開はなくなった。なおNHKの所蔵品は東京都港区愛宕のNHK放送博物館に、KDDIの所蔵品は社内保管を経て2020年（令和2年）12月1日、東京都多摩市にオープンしたKDDI MUSEUMにそれぞれ移されている。

## 概要

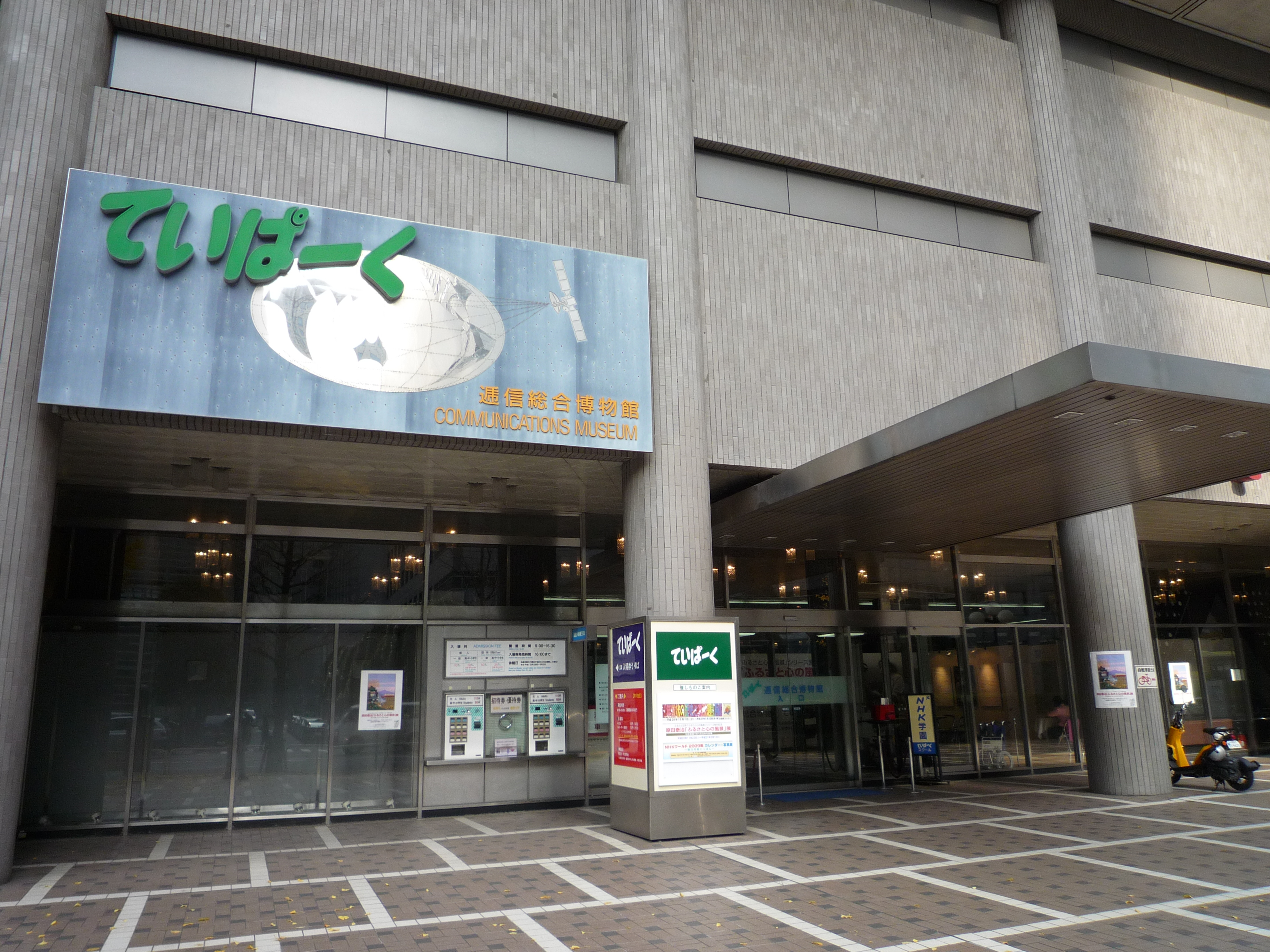
博物館の入口

日本で唯一の情報通信関係の総合博物館だった当館は、郵便・郵貯・簡保の「郵政三事業」、電話やインターネット等の「電気通信事業」について、資料の収集・保存、展示、調査研究等を行っていた（NHK離脱以前にはラジオやテレビ等の「放送事業」についての展示も行われていた）。
常設展示は、通信文化協会が運営する「郵政資料館」とNTT東日本が運営する「NTT情報通信館」の二つから構成されていた（2012年当時）。また、春休みや夏休み、大型連休などを利用して期間限定で、1階ホールにおいて特別展示が開催された。近隣の、旧電電公社の運営していた「電気通信科学館」が公社民営化に伴い閉館（1989年6月30日）した際には、その所蔵品を引き受けた。電気通信科学館の建物は、現在NTTデータ大手町ビルとなっている。
なお、当館（展示場フロアは3階まで）が入居していた逓信ビルには、日本電信電話（持株会社）の本社があった。同一敷地内には近年まで旧東京郵政局ビルがあり、日本郵政公社東京支社、総務省関東総合通信局が入居していたが、再開発のため取り壊された。設計者は、逓信ビル設計者と同じく小坂秀雄である。これらの組織はすべて、旧逓信省を前身としており、往時の逓信省及び郵政省の所管していた業務の幅広さを偲ばせる。
日本アマチュア無線連盟展示室に常設されるアマチュア局「JA1YAA」は、元は当館の社団局だった。

## 旧蔵品の指定文化財

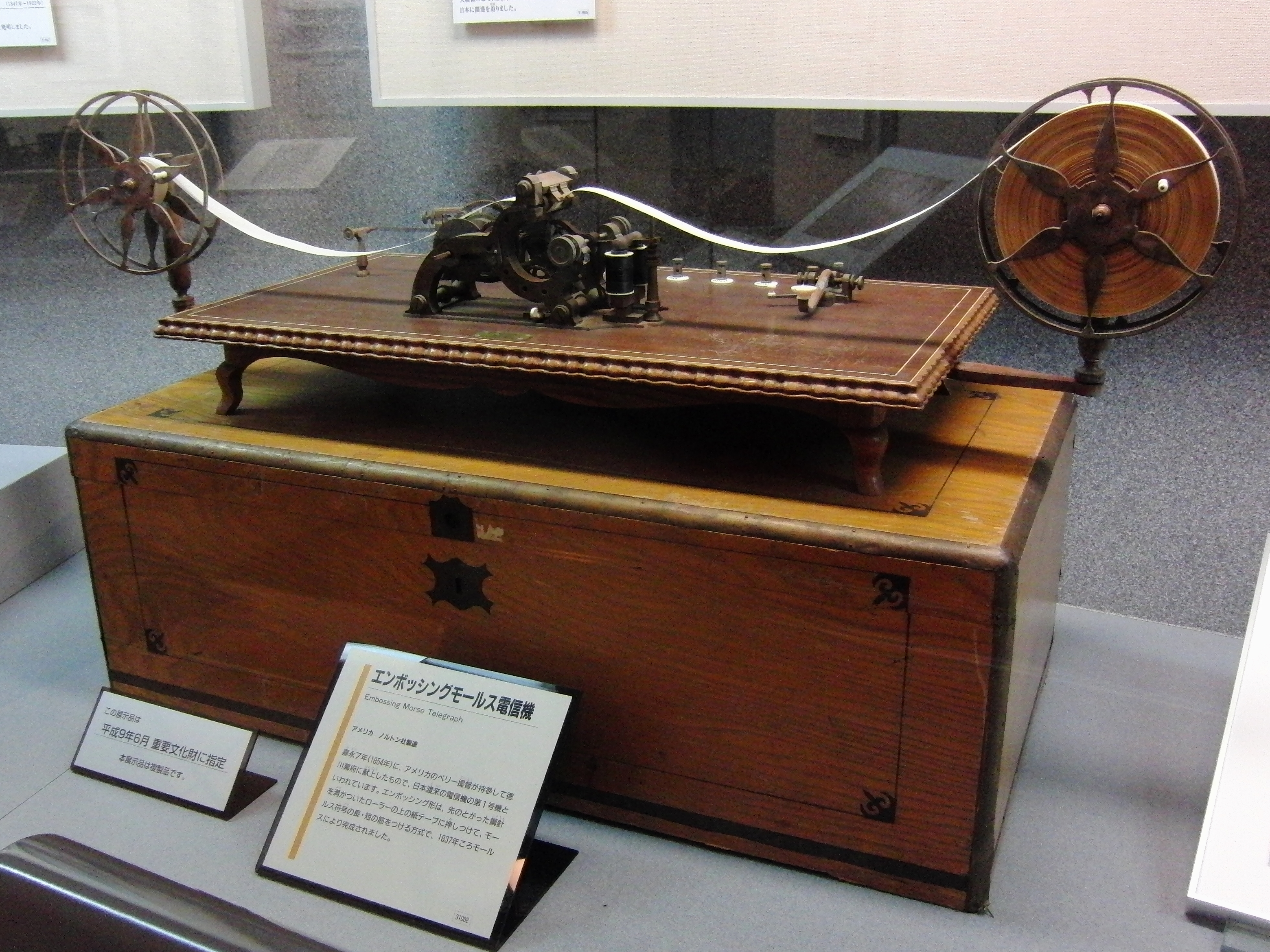
ペリー提督が江戸幕府に献上したエンボッシングモールス電信機（展示はレプリカ）。重要文化財。

所蔵品のうち、以下のものが国の重要文化財に指定されていた。
- エレキテル 平賀家伝来
- エンボッシング・モールス電信機 2台
- ブレゲ指字電信機 4台 フランス製

## 展示

### 郵政資料館

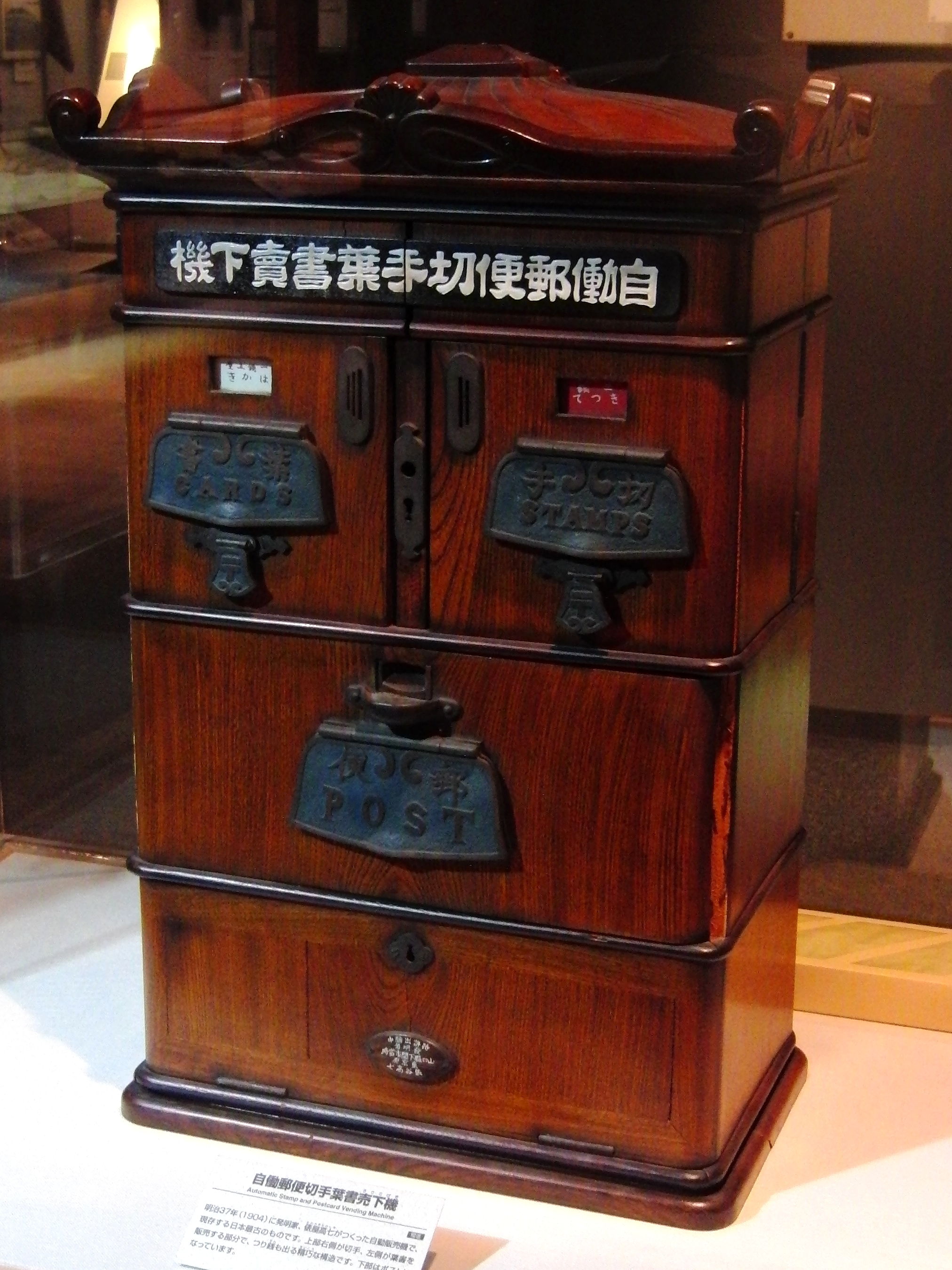
現存する日本最古の自動販売機「自働郵便切手葉書売下機」（レプリカ）。1904年（明治37年）に発明家の俵谷高七が作成。
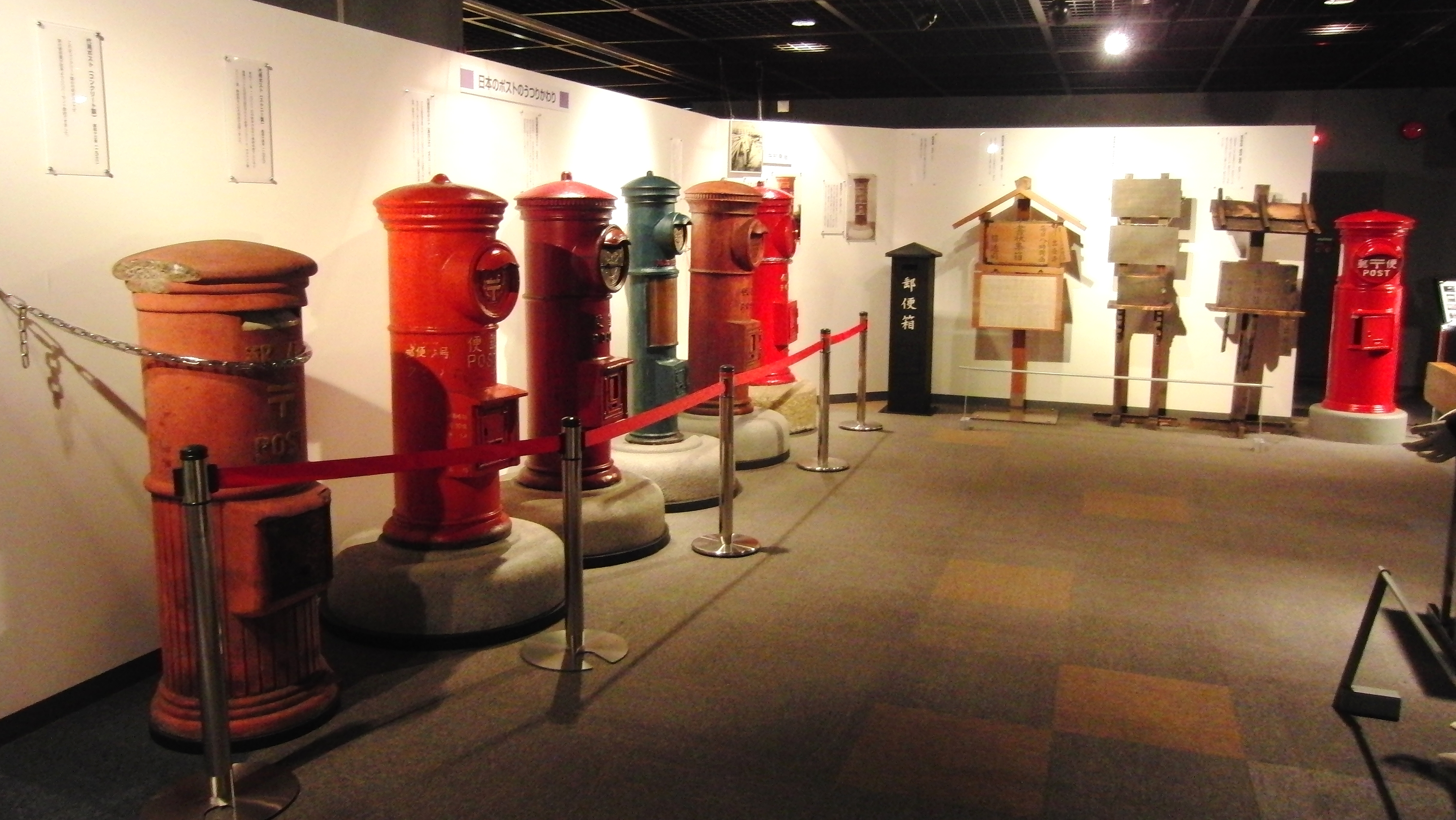
日本の郵便ポストの移り変わり。

### NTT情報通信館

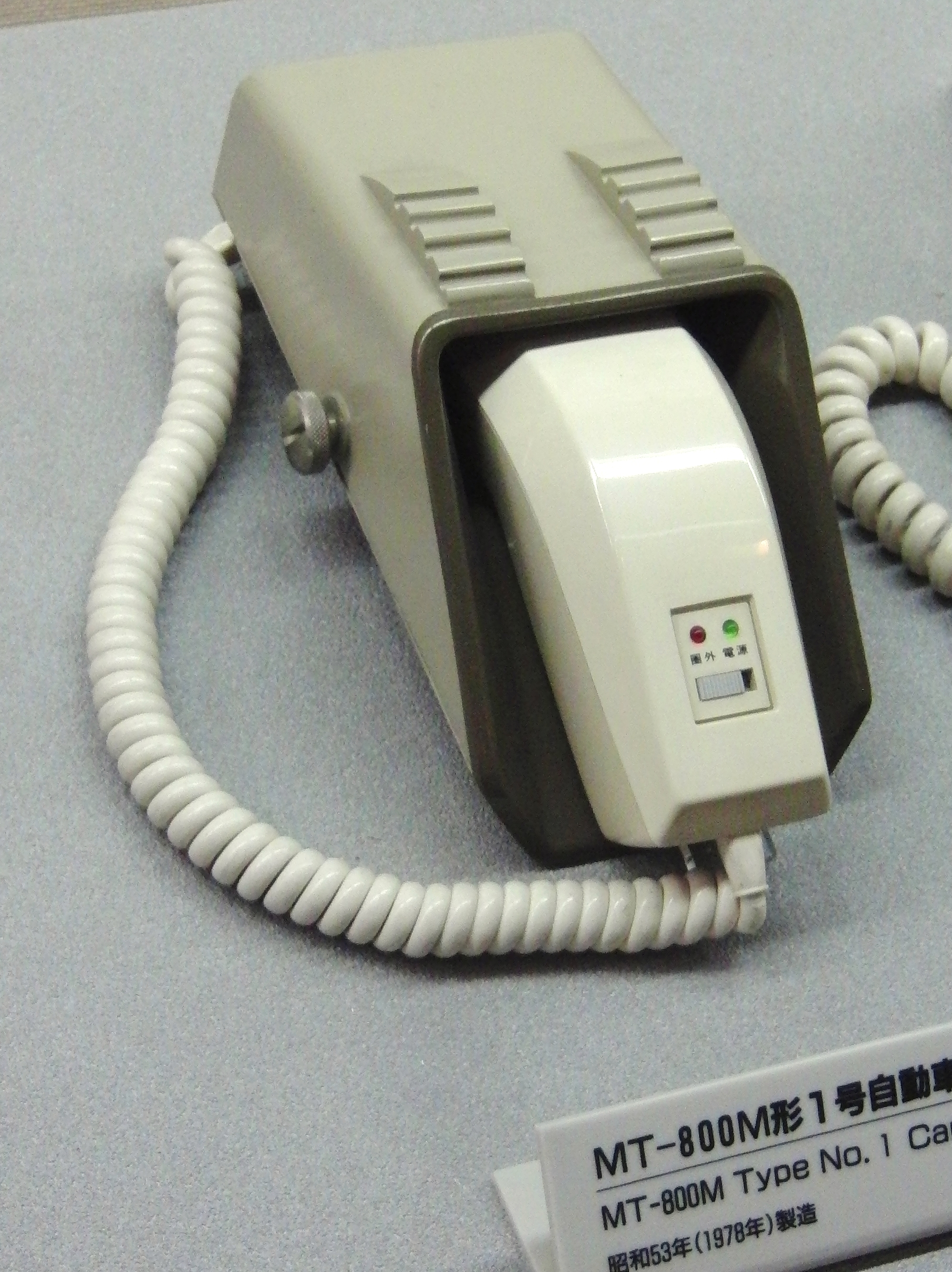
初期の自動車電話「MT-800M形1号自動車電話機」。1978年製造。
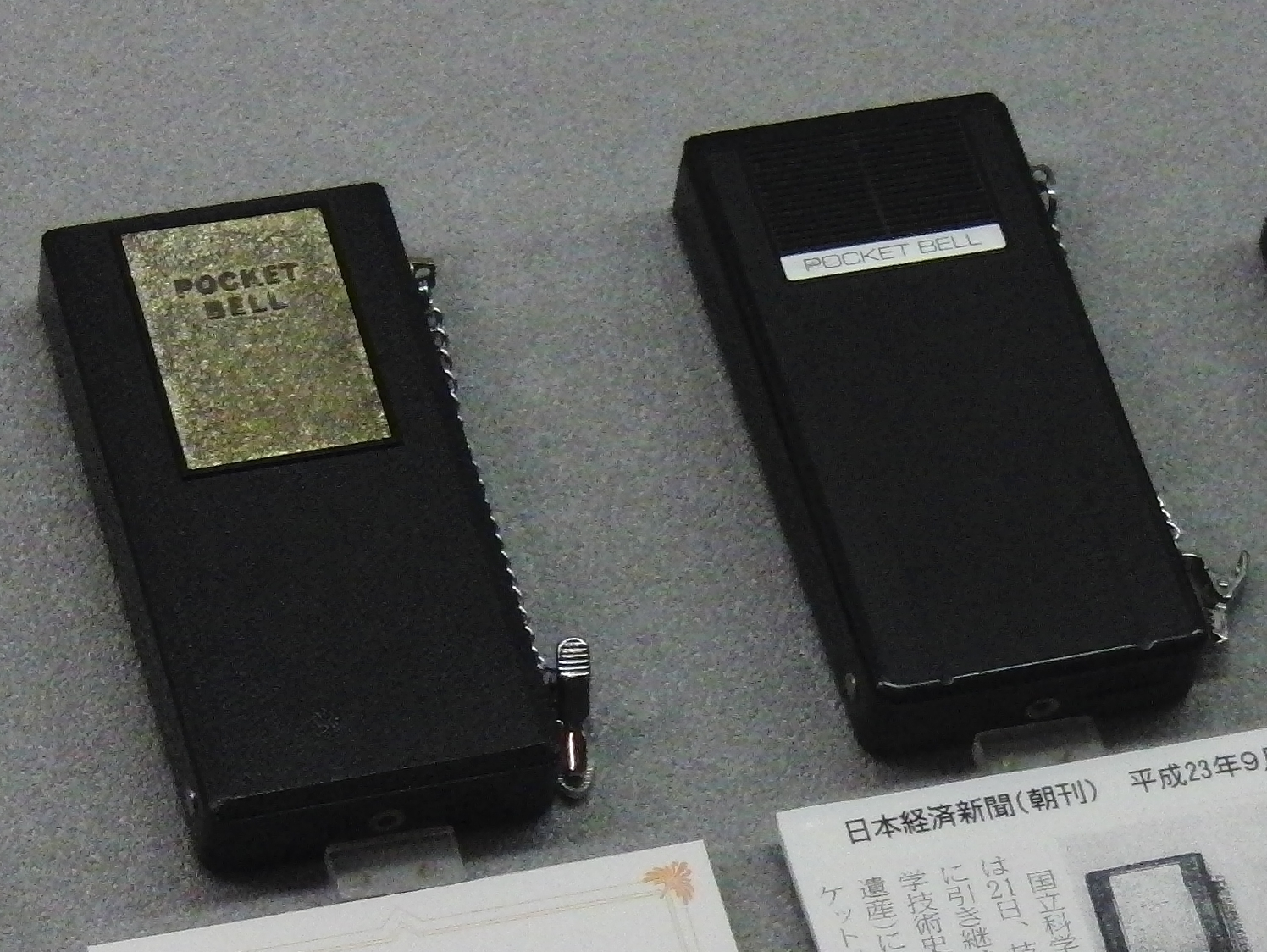
日本初のポケットベル「ポケットベル B型 RC11」。1968年製。未来技術遺産（重要科学技術史資料）第00087号。

## 利用案内（閉館時点）
- 開館時間：9:00 - 16:30（入館は16:00まで）
- 休館日：月曜日（祝日・振替休日の時は翌火曜日が休館日）
- 入館料：大人110円、小・中・高校生50円（小中高校生は日・祝日無料）

## 交通アクセス
- JR東京駅徒歩5分
- 東京地下鉄（東京メトロ）・東京都交通局（都営地下鉄）大手町駅A5出口徒歩1分
- 丸の内シャトル：東京サンケイビル停留所で下車